# Distretto 1 (Düsseldorf)
Il distretto 1 è uno dei 10 distretti urbani (Stadtbezirk) della città tedesca di Düsseldorf.

## Suddivisione amministrativa
Il distretto 1 è diviso in 6 quartieri (Stadtteil):
- 011 Altstadt
- 012 Carlstadt
- 013 Stadtmitte
- 014 Pempelfort
- 015 Derendorf
- 016 Golzheim